# هنري براسور
هنري براسور هو مبارز بالسيف بلجيكي، ولد في 17 أكتوبر 1906 في Hollogne-aux-Pierres ‏ في بلجيكا، وتوفي في 10 مارس 2001.

## وصلات خارجية
- هنري براسور على موقع أوليمبيديا (الإنجليزية)